# Temple de la renommée de l'agriculture du Québec
Pour les articles homonymes, voir Temple de la renommée.
Le Temple de la renommée de l'agriculture du Québec honore et commémore ceux qui ont offert une contribution exceptionnelle à l'avancement du domaine de l'agriculture dans la province de Québec.  
Le temple est une  Organisation à but non lucrative  créée en 1991 et présentement située dans la municipalité de Saint-Hyacinthe dans la province de Québec. Elle est actuellement administrée par un comité de 9 personnes élues par une assemblée générale tenue une fois par an.

## Galerie

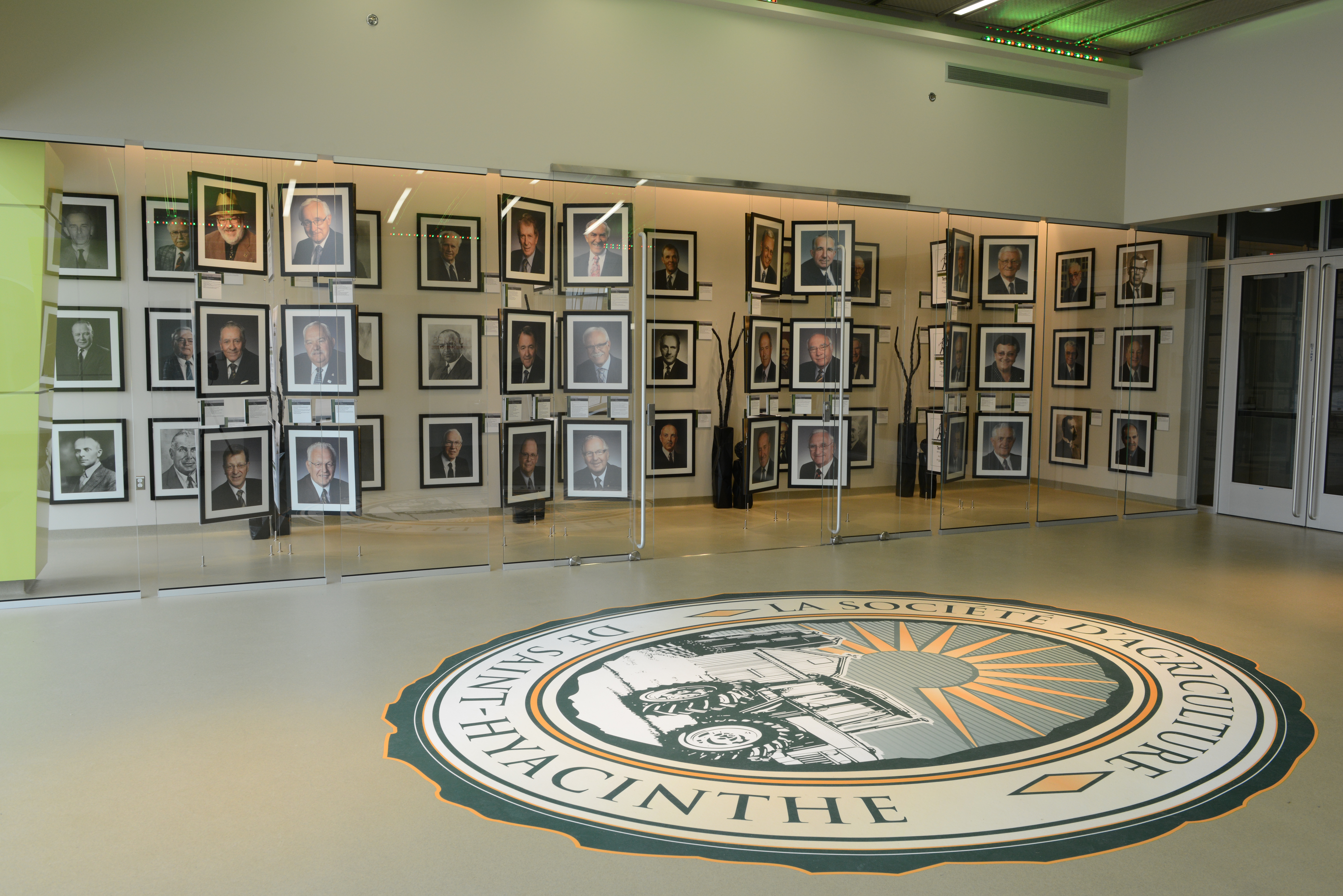
Vue du temple de l'extérieur

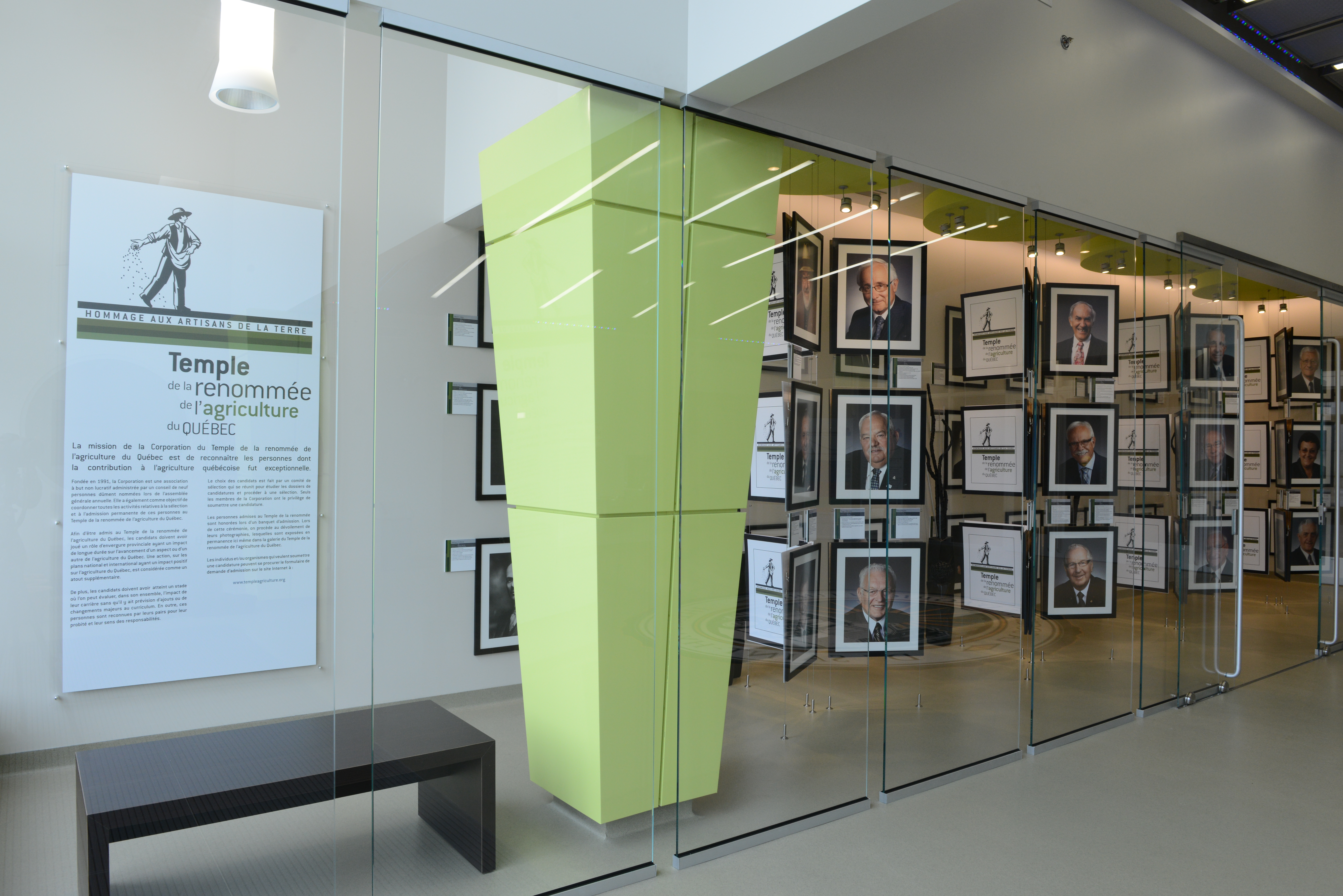
Vue rapprochée du temple

Le temple de la renommée expose les portraits de ses intronisés dans une galerie. Auparavant, cette dernière se trouvait au complexe ExpoCité à Québec, de 1992 à 2014. Elle a été déplacée au bâtiment La Coop à Saint-Hyacinthe. Les sélectionnés pour l'intronisation au temple sont soumis par les membres à un comité.  Les récipiendaires sont honorés à un banquet qui se déroule après l'assemblée générale annuelle. Lors de la cérémonie d'intronisation, leurs portraits sont dévoilés et prennent place de façon permanente dans la galerie.

## Membres célèbres
| Nom                        | Année d'intronisation | Profession                         |
| -------------------------- | --------------------- | ---------------------------------- |
| Alphonse Desjardins        | 1993                  | Personnalité du monde des affaires |
| Adélard Godbout            | 1992                  | Politicien                         |
| Thomas Bassett Macaulay    | 1992                  | Actuaire                           |
| Dr. Duncan McNab McEachran | 1992                  | Vétérinaire                        |
| Dr. Ernest Mercier         | 1992                  | Agronome                           |